# NOD2
Das Protein NOD2 ist ein Rezeptor für Fremdstoffe im angeborenen Immunsystem der Säugetiere, ein so genannter Pattern-Recognition Receptor. NOD2 wird hauptsächlich von Monozyten, Dendritischen Zellen und intestinalen Epithelzellen produziert, erkennt insbesondere das bakterielle Muramyl-Dipeptid und startet nach der Erkennung der Fremdstoffe über RICK und IKK-gamma den NF-Kappa-B-Signalweg. Mutationen im NOD2-Gen sind für die seltenen Erbkrankheiten Blau-Syndrom und früh beginnende Sarkoidose (EOS) verantwortlich, sowie für erhöhtes Risiko, an Colitis ulcerosa oder Morbus Crohn zu erkranken. Weiterhin verdoppelt das Vorliegen von Mutationen im NOD2-Gen das Risiko nach einer Knochenmarks- oder Blutstammzelltransplantation an einer Darm-Graft-versus-Host-Reaktion zu erkranken. Tragen sowohl der Knochenmarks-Spender als auch der Knochenmarks-Empfänger Mutationen im NOD2-Gen addiert sich das Risiko.
Neuere Erkenntnisse deuten darauf hin, dass NOD2 neben bakteriellen auch virale Muster erkennt und als Folge über MAVS und IRF3 die virale Immunantwort aktiviert. Zusammen mit NOD1 ist NOD2 damit ein zentraler Bestandteil des angeborenen Immunsystems.